# Jan Metzger
Jan Christoph Metzger (* 1956 in Bonn) ist ein deutscher Journalist. Vom 1. August 2009 bis 31. Juli 2019 war er Intendant von Radio Bremen.

## Leben
Nach dem Abitur in Darmstadt und Zivildienst mit der Aktion Sühnezeichen Friedensdienste in Israel studierte Metzger als Stipendiat des Evangelischen Studienwerkes Villigst Geschichte, Politikwissenschaft und Soziologie in Freiburg im Breisgau, Berlin, Mexiko-Stadt und Frankfurt am Main, wo er seine Studien an der Johann Wolfgang Goethe-Universität als Magister Artium abschloss.
1983 absolvierte er ein Volontariat beim Hessischen Rundfunk und arbeitete dort anschließend als Redakteur, Moderator und Reporter. 1988/89 berichtete Metzger als ARD-Hörfunk-Korrespondent von der Iberischen Halbinsel, 1989–1994 aus der damaligen Tschechoslowakei. Ab 1995 leitete Metzger das Informationsradio hr1, ab 1997 das HR-Fernsehen, bis ihm schließlich 2004 die Leitung der erweiterten Hauptabteilung Programmmanagement Fernsehen des Hessischen Rundfunks übertragen wurde. In dieser Zeit ließ er sich als Coach und Organisationsberater (DGTA) ausbilden.
2006 kam Metzger zum ZDF, wo er die stellvertretende Redaktionsleitung des Heute-Journals übernahm. Im Januar 2009 wurde er zum Leiter der Redaktion Heute-Journal berufen. Der Rundfunkrat Radio Bremens wählte Jan Metzger am 14. Mai 2009 in nicht-öffentlicher Sitzung mit 25 Stimmen bei einer Enthaltung zum Nachfolger von Intendant Heinz Glässgen, der Ende Juni 2009 pensioniert wurde.
Nach zehn Jahren als Intendant von Radio Bremen entschied sich Metzger gegen eine dritte Amtszeit und kehrte im Sommer 2019 in seine hessische Heimat zurück. Der Rundfunkrat wählte am 5. März 2019 Dr. Yvette Gerner zur neuen Intendantin von Radio Bremen. Sie trat am 1. August die Nachfolge von Jan Metzger an. Metzger berät und trainiert seit 2020 internationale Führungskräfte u. a. für die European Broadcasting Union (EBU) und lehrt in der Schweiz.

## Familie und Politik
Jan Metzgers Großvater Ludwig Metzger und Vater Günther Metzger gehörten jeweils für mehrere Wahlperioden der SPD-Fraktion im Deutschen Bundestag an und waren Oberbürgermeister von Darmstadt. Sein Bruder Mathias Metzger ist Ehemann der hessischen Landespolitikerin Dagmar Metzger. Jan Metzger selbst gehörte keiner Partei an, weil er als Journalist unabhängig bleiben wollte.